# Tourisme au Pakistan

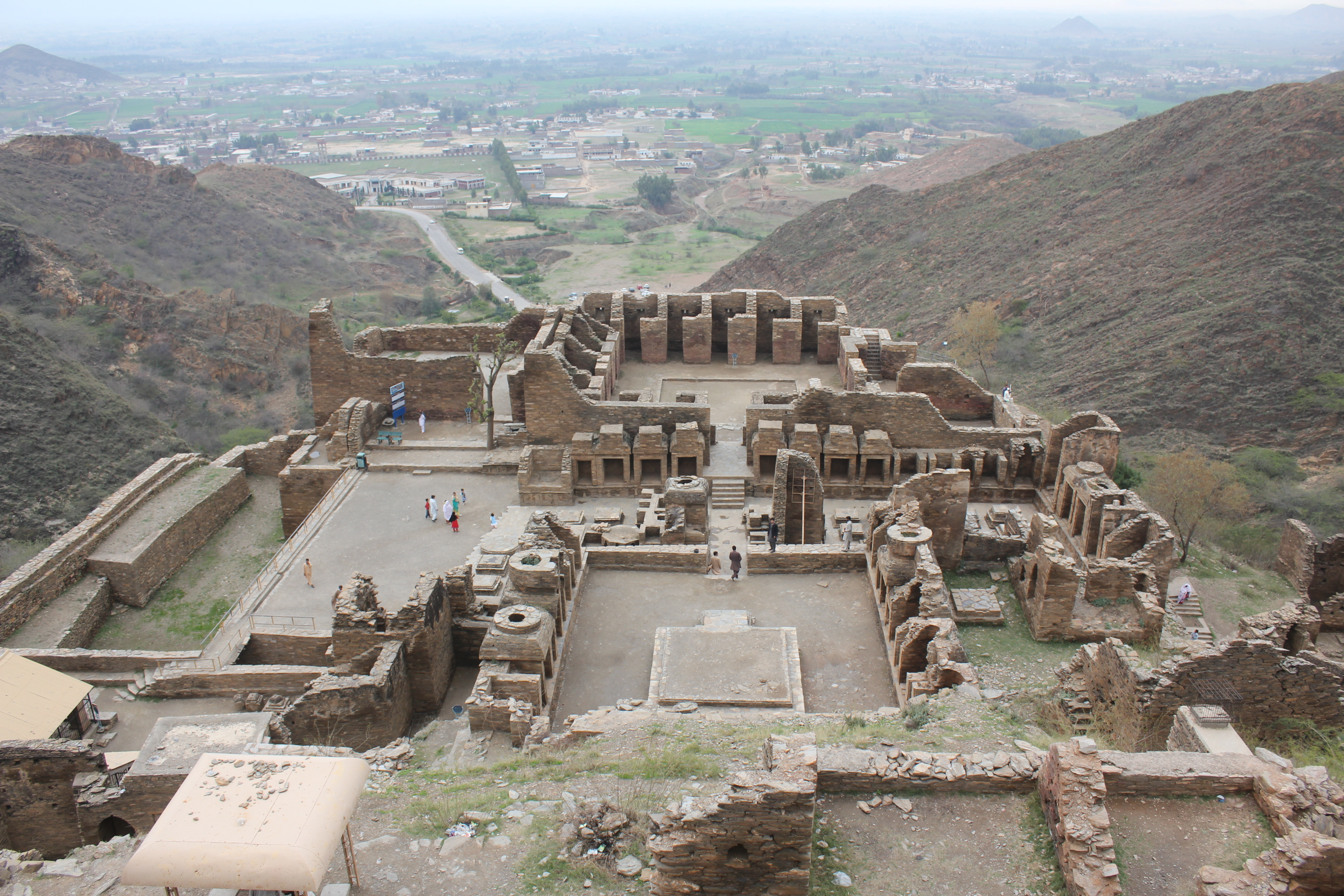
Takht-i-Bahi, vestiges bouddhistes.

Le tourisme au Pakistan est un secteur émergent, bien que pour l'instant relativement peu développé,,. En 2010, le Lonely Planet a désigné le Pakistan comme une future destination majeure. Le pays offre en effet une forte diversité géographique et culturelle, avec une beauté naturelle et un patrimoine historique important. Selon un rapport publié en 2017 par le Forum économique mondial, la contribution directe du tourisme au PIB pakistanais s'est établie à 328,3 millions de dollars en 2015 et devrait représenter 9,5 milliards de dollars d'ici 2025, selon le gouvernement pakistanais.
En octobre 2006, un an après le séisme de 2005 au Cachemire, The Guardian a publié ce qu'il décrit comme « les cinq meilleurs sites touristiques au Pakistan » pour aider le pays à développer son tourisme. On y trouve notamment Lahore, la route du Karakorum, Karimabad et le lac Saiful Muluk. Pour promouvoir le pays, le gouvernement a lancé la campagne « visitez le Pakistan » afin de tirer profit de son héritage historique, comme ses mangroves dans le sud, ses villes vieilles de 5 000 ans héritées de la civilisation de la vallée de l'Indus, comme Mohenjo-daro et Harappa. Les destinations favorites sont la passe de Khyber, Peshawar, Karachi, Lahore, la vallée de Swat et Rawalpindi.
En 2016, les touristes étrangers visitant le Pakistan s'élevaient à 965 498 personnes, contre environ 1,1 million par an en 2011 et 966 000 en 2012, représentant 351 et 369 millions de dollars respectivement. Le chiffre avait cependant décliné à 565 212 en 2013, ce qui a contribué pour 298 millions de dollars seulement à l'économie du pays. En 2014, le Pakistan a reçu 530 000 touristes étrangers représentant 308 millions de dollars. Le pays a en effet souffert de sa mauvaise situation sécuritaire du fait de l'insurrection islamiste. Pour comparaison, le tourisme interne est estimé à 50 millions de visiteurs qui voyagent dans le pays sur de courts trajets généralement entre les mois de mai et août. En 2010, les plus grands afflux étrangers venaient du Royaume-Uni, suivi par les États-Unis, l'Inde et la Chine,.